# Lilou Lemaire
Pour les articles homonymes, voir Fabien Lemaire et Lemaire.
Lilou Lemaire, née le 20 juin 1980 à Meaux, est une photographe, réalisatrice et productrice française.

## Biographie
Après son exposition « Transparence From Europe » à Milan, Londres et Paris en 2007, elle est invitée en 2008 par l’Al-Serkal Cultural Foundation à Dubai pour exposer Impulse, une mise en scène de 45 photographies exposées à la galerie Heritage House dans le quartier historique Al Bastakiya. Sa collection Transparence From Tokyo en 2010 est exposée à la galerie Julie Prisca, à l’occasion du Mois de la Photo à Paris.
L’occasion lui est donnée de publier des portraits de Rama Yade, Christophe Girard, Yamina Benguigui et Frédéric Taddeï dans le livre Uniques & Divers,,(chez Éditions d'Art Somogy). Ses portraits sont exposés en 2010 au siège de l’Unesco.
Lemaire réalise 25 reportages pour le livre Paris Dernière, publié par M6 éditions et préfacé par Thierry Ardisson.
De 2011 à 2017, elle gère la société de production WAPI Production qui se consacre à la création de documentaires et de films publicitaires.
Elle produit et réalise une série documentaire sur la gastronomie L'Âme des Chefs qui est diffusé entre autres sur la chaîne Stylia (Groupe TF1).
Elle est l'autrice et réalisatrice des deux épisodes : La Réunion et Mayotte, de la collection « Trésors de Mer », produite par Camera Lucida diffusée par Ushuaïa TV et France Ô en 2015.
Pour France 5, elle réalise un épisode de la collection « Une Maison, Un Artiste » et se consacre à la vie de Charles Trenet, diffusion été 2015, produit par A Prime Groupe.
La réalisatrice part au Népal en 2016 et 2017 où elle réalise deux documentaires sur la coexistence entre les hommes et les animaux, le premier dans la région du terraï « Shuklaphanta, l'autre Népal »  est sélectionné dans plusieurs festivals de film dont le Festival international du film ornithologique de Ménigoute, elle remporte le prix Best Feature au Wildlife Conservation Film Festival (en) de New-York 2017 . Le film est diffusé sur Al Jazeera, RTBF, France 5, Discovery Channel Asia.
Son film « Manaslu, royaume fragile de l'Himalaya » est diffusé sur UshuaïaTV, Spicee, France5, il est distribué par la société Ampersand.
En 2018, elle se lance sur un nouveau film "Cuisiniers sous les drapeaux" qui mettra en lumière les cuisiniers et l'alimentation dans l'armée française. Réalisé en étroite collaboration avec le Ministères des Armées, la DICOD, l'Armée de Terre, la Marine nationale, l'Armée de l'Air, le Commissariat des Armées, la Présidence de la République, l'Etat Major des Pompiers de Paris et l'ECPAD. Produits par Galaxie Presse, ce film de 77 min est projeté en avant-première au Cercle national des armées, puis diffusé avec grand succès sur la chaine RMC Story en mai 2019.
A la fin de la première vague du Covid-19 en France, elle pose sa caméra au sein de l'hôpital d'instruction des armées Percy. En collaboration avec le Service de santé des armées, elle filme ce véritable tour de force humain et technique. Le documentaire de 52 min "Mission Covid ",,, est diffusé sur Planète+ A&E et produit par CC&C - Clarke Costelle et Cie (Mediawan).
Les ERIS, Équipes Régionales d'Intervention et de Sécurité sont filmées pour la première dans leur quotidien, à l’intérieur des prisons, mais aussi à l’extérieur lors des opérations spéciales : transport d’un prisonnier dangereux pour son procès, transferts d’une prison à une autre. C'est grâce aux soutiens du Ministère de la Justice que Lilou Lemaire coréalise ce film "Unité d'élite en milieu carcéral " avec Pierre collet, il est produit par Bo Travail ! et est diffusé en 2020 sur la chaine RMC Story.
Septembre 2020, la réalisatrice s'immerge un mois au Mali et Niger auprès des forces françaises sur l'opération Barkhane. Pour la première fois, un film est dédié aux femmes militaires de l'armée française. Le film " Femmes soldats - au cœur de l'opération Barkhane"  ,,, dresse le portrait de 6 femmes de l'Armée de terre, l'Armée de l'air et de l'espace, le Service de l'énergie opérationnelle, et le Service de santé des armées. En collaboration avec le Ministère des Armées, le documentaire long métrage de 73 min produit par ZED est diffusé sur RMC Story et TV5 Québec Canada. Une version internationale au format de 52 min est distribuée par ZED Distribution : "Women on duty - operation Barkhane".
Fin 2022, la réalisatrice livre un film sur une unité de gendarmerie spécialisée sur la lutte contre les violences sexuelles intrafamiliales en milieu rural, le GAP (Groupement d'atteintes aux personnes). L’avant-première a lieu place Beauvau au ministère de l'Intérieur, en présence de la presse et de personnalités officielles. Le film sera diffusé par France Télévisions pour la Journée internationale des droits de l'enfant.
De 2021 à 2023, Lilou Lemaire a travaillé en tant que réalisatrice avec le directeur de la photographie Gavin Thurston et une équipe internationale, filmant en 4K Dolby Vision HDR & Dolby Atmos pour produire la première série documentaire sur la faune et la flore en Arabie Saoudite. L'objectif était de mettre en lumière la biodiversité de la région et les efforts déployés pour la protéger. Après une avant-première à Riyadh en présence du ministre des médias Salman Al-Dosari, le film HORIZON est en ligne sur Netflix dans le monde entier en janvier 2024,,,. 
Pour France Télévision elle réalise Après le feu, un documentaire consacré à la régénération des zones humides landaises après les incendies de 2022. Sur le terrain avec les naturalistes et scientifiques du Conservatoire botanique national sud-atlantique et de l'association Cistude,,,. 
Tourné sur deux années en Tunisie, Dites à l’avenir que nous arrivons !, suit la transformation d'un collège dans la campagne tunisienne en entreprise sociale et donne la parole à des femmes qui apprennent le métier d'agricultrice grâce à l'association Wallah We Can,,,,. 

## Filmographie
- Dites à l'avenir que nous arrivons ![22],[23],[24],[25],[26], 2025 (documentaire 52 min)
- Après le feu[18],[19],[20],[21],  2024 (documentaire 52 min)
- Horizon[15],[14], 2023 (documentaire 52 min et 5x22 min
- Groupe de protection des mineurs[27],[28], 2022 (documentaire 52min)
- Femmes soldats - au cœur de l'opération Barkhane[11],[12],[13], 2020 (documentaire 73 min)
- Mission Covid[7],[8],[9], 2020 (documentaire 52 min)
- Unité d'élite en milieu carcéral[10], 2019 (documentaire 52 min)
- Entre deux Mondes[29],[30],[31], 2019 (documentaire 52 min)
- Cuisiniers sous les drapeaux[32],[33], 2018 (documentaire 77 min)
- Manaslu, royaume fragile de l'Himalaya, 2017 (documentaire 52 min)
- Shuklaphanta, l'autre Népal sauvage, 2016 (documentaire 52 min)
- Une Maison, Un Artiste - Charles Trenet, 2015[34] (documentaire 26 min)
- Trésors de Mer à Mayotte[35],[36], 2015 (documentaire 52 min)
- Trésors de Mer à la Réunion[37], 2015 (documentaire 52 min)
- The Art of Soundtrack, Cyril Morin[38], 2014 (documentaire, 52 min)
- L’Âme des Chefs Pâtissier[39],[40], 2014 (documentaire, 52 min)
- L’Âme des Chefs, Savoie[41],[42],[43], 2012 (documentaire, 52 min)
- L’Âme des Chefs, Corse[44], 2012 (documentaire, 52 min)
- L’Âme des Chefs[45], Saint-Tropez[46], 2011 (documentaire, 52 min)

## Expositions
- 2013 Transparence from Tokyo - Maison Kaiseki, Paris
- 2012 Transparence from Tokyo - Grand Marché d'art contemporain, Paris
- 2012 Transparence from Tokyo - Musée Cellier, Cogolin
- 2010 Transparence from Tokyo - Julie Prisca, Paris
- 2010 Femmes  (expo collective) - Next Level, Paris[47]
- 2010 Paris Dernière (expo collective) - Galerie 105, Paris
- 2009 Instants lycéens - Académie de Créteil, France
- 2009 Instants lycéens - Lycée professionnel de Claye Souilly, France
- 2009 Unique & Divers - Unesco, Paris
- 2009 Unique & Divers - Forum des Images, Paris
- 2009 IMPULSE - Tiaré Groupe, Paris
- 2008 IMPULSE - House Heritage Fondation Alserkal, Dubai
- 2007 Transparence from Europe - Istituto Marangoni, London
- 2007 Transparence from Europe - Istituto Marangoni, Paris
- 2007 Transparence from Europe - Black-Room, Milano
- 2006 Transparence from Europe - Tiaré Groupe, Paris
- 2001 Automne Essence - Pierre Philosophale, Paris

## Œuvres
- Cuisinez Olive[48], Verlhac Éditions 2015
- Château Cheval Blanc[49], HC Éditions 2014
- Paris Dernière & sa bande son (préface Thierry Ardisson) M6 Édition & Paris Première, 2010
- Unique & Divers, 46 portraits d’acteurs de la diversité, Ed. Somogy. 2009

## Distinctions

### Récompenses
- Prix "BPI France meilleur documentaire" 14e Deauville Green Awards 2025 pour Dites à l'avenir que nous arrivons ![50]
- Prix "Best Saudi Environmental Documentary" 10th Saudi Film Festival 2024[51],[52],[53]
- Prix "Meilleur montage" FIFPAN Festival international de film et photo animaliers et nature, Mimizan, France 2019 pour Shuklaphanta, l'autre Népal sauvage
- Prix "Best Feature" NY Wildlife Conservation Film Festival (en) WCFF, USA 2017 pour Shuklaphanta, l'autre Népal sauvage
- Prix "International Platinum Awards" catégorie 'Short documentary' IPAMA festival film Jakarta 2015, Indonésie pour Art of Soundtrack, Cyril Morin
- Grand Prix de l'Académie nationale de cuisine 2017 - Catégorie : Cuisine régionale pour le livre  pour Cuisinez Olive